# Artyści i modele
Artyści i modele (ang. Artists and Models) – amerykański musical filmowy z 1955 roku, który powstał na podstawie powieści Michaela Davidsona i Normana Lessine'a „Rock A Bye Baby”, którego głównymi bohaterami są Eugene i Rick.

## Obsada
| Rola                | Aktor            |
| ------------------- | ---------------- |
| Eugene Fullstack    | Jerry Lewis      |
| Rick Todd           | Dean Martin      |
| Sonia               | Eva Gabor        |
| Ivan                | Jack Elam        |
| Richard Stilton     | George Winslow   |
| Anita               | Anita Ekberg     |
| Abigail Parker      | Dorothy Malone   |
| Bessie Sparrowbrush | Shirley MacLaine |